# Новая Гыя
Новая Гыя — деревня в Кезском районе Удмуртской республики.

## География
Находится в северо-восточной части Удмуртии на расстоянии приблизительно 26 км на север-северо-запад по прямой от районного центра поселка Кез.

## История
Известна с 1891 года, в 1905 году (деревня Новогыинская или Выль-Геи, Новая Гыя) здесь было 50 дворов, в 1924 (Гыя Новая) — 50. До 2021 года входила в состав Гыинского сельского поселения.

## Население
Постоянное население составляло 404 жителя (1905), 306 (1924), 185 человек в 2002 году (удмурты 90 %), 142 в 2012.